# 杜審進
杜审进（910年—988年），定州安喜县（今河北省定州市）人，北宋政治人物。

## 生平
宋太祖、宋太宗的舅舅，杜審琦、昭宪太后之弟。建隆三年（962年），授右神武大将军，复改右羽林大将军。乾德元年（963年）领贺州刺史。乾德二年（964年），知陕州，乾德三年（965年）进保义军节度使观察留后。乾德五年（967年）加保义军节度使。宋太宗即位，加检校太傅。太平兴国三年（978年），加检校太尉。太平兴国四年（979年），随太宗亲征北汉，契丹国犯边，杜审进率师抵御捍卫。太平兴国六年（981年），加检校太师。官至静江军节度使。太平兴国九年（984年），授右卫上将军。杜审进镇陕二十余年，劝农务本，庶民称便。虽居位节制，无骄矜之色，待人宽厚。端拱元年（988年），加开府仪同三司。同年卒。赠中书令，谥号恭惠。景德三年（1006年）追封京兆郡王，赠尚书令。